# All for you (佐藤史果の曲)
「All for you」（オール・フォー・ユー）は、日本の歌手・佐藤史果のシングル。2011年4月27日にポニーキャニオンから発売された。

## 収録曲
1. All for you [3:47]
作詞：松井弾美、作曲：SOAR、編曲：間力（RICKY）
2. ポケット [4:57]
作詞：HEAT_CZR、作曲・編曲：U-Key zone
3. 始まりの合図 [3:57]
作詞：HEAT_CZR、作曲・編曲：間力（RICKY）
4. All for you （Instrumental）